# Taylorville (Illinois)
Taylorville je grad u američkoj saveznoj državi Ilinois. Prema popisu stanovništva iz 2010. u njemu je živjelo 11.246 stanovnika.